# بول غوردان
بول ألبرت غوردان (27 أبريل 1837 - 21 ديسمبر 1912) عالم الرياضيات ألماني،درس في جامعة كنيغسبرغ (بالألمانية: königsberg) حصل على الدكتوراه في جامعة بريسلاو (1862)،درس كأستاذ في جامعة إيرلانغن نورمبرغ.
كان يعرف باسم «ملك نظرية الثابت».صاحب النتيجة الأكثر شهرة هو أن مجموعة من الثوابت من أشكال ثنائية من درجة ثابتة يتم إنشاؤها بشكل محدود. هو وألفريد كلبش أعطى اسمهم إلى معامل كلبش -غوردان (بالإنجليزية: Clebsch–Gordan coefficients)‏.كما عمل غوردان كمستشار أطروحة لإيمي نويثر.

## وصلات خارجية
- بول غوردان على موقع الموسوعة البريطانية (الإنجليزية)
- O'Connor، John J.؛ Robertson، Edmund F.، "بول غوردان"، تاريخ ماكتوتور لأرشيف الرياضيات
- بول غوردان في شجرة علماء الرياضيات